# Renfe série 269.8
Les 269.8 constittuent une ancienne sous-série de locomotives électriques de la Renfe issues des 269.0.
La division de la Renfe en unités de production semble attiser les jalousies, et les différents services cherchent à accaparer certaines catégories de machines, parfois au prix d'une simple renumérotation. C'est le cas de l'éphémère série 269-800.

## Conception

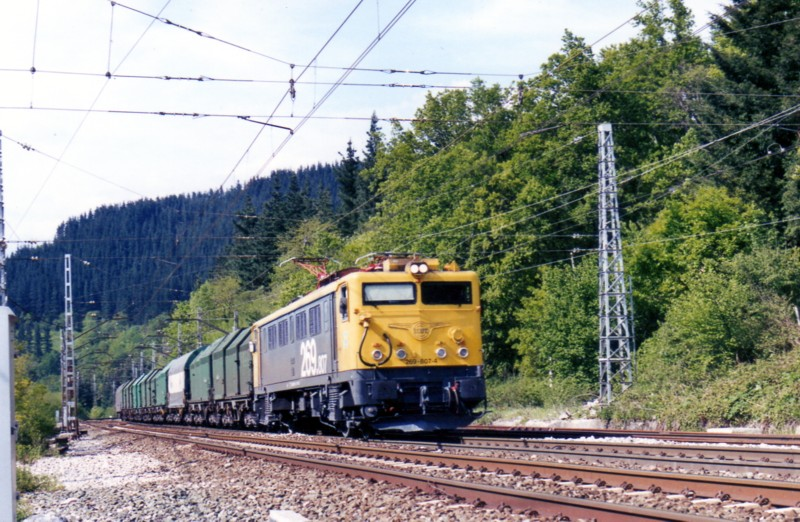
La 269-807 à Brinkola (Guipuzcoa). 9 mai 2001

Les 269-800 sont issues de la renumérotation de "japonaises" de la série 269.0 appartenant à l'UN Cargas en 2000/2001. La seule modification porte sur la transmission à monoréducteur bloqué sur la vitesse de 100 km/h.
Ces machines sont évidemment réservées au trafic marchandises.

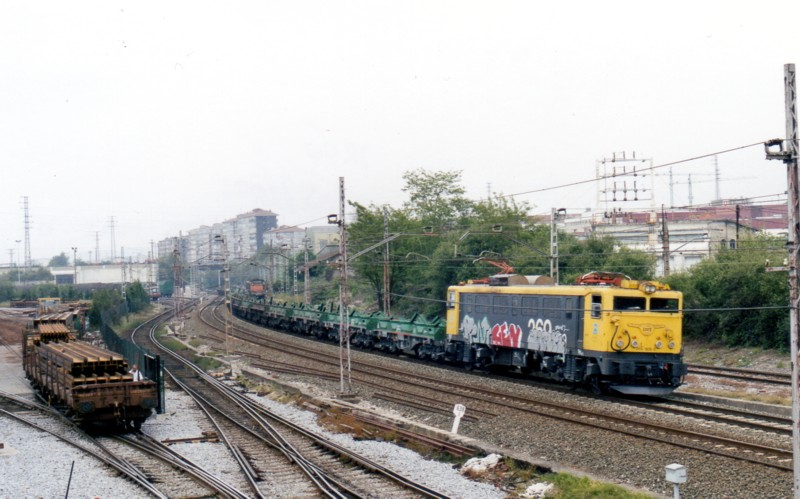
La 269-809 à Irun. 22 mai 2001

- La 269-025 devient 269-801 en 2000
- La 269-021 devient 269-802 en 2000
- La 269-081 devient 269-803 en 2000
- La 269-013 devient 269-804 en 2000
- La 269-040-2 devient 269-805-8 en 2000
- La 269-022 devient 269-806 en 2000
- La 269-028-7 devient 269-807-4 en 2000
- La 269-074 devient 269-808 en 2000
- La 269-034-5 devient 269-809-0 en 2000
- La 269-101 devient 269-810 en 2000
- La 269-107 devient 269-811 en 2001
- La 269-108 devient 269-812 en 2001
- La 269-070 devient 269-813 en 2002
- La 269-083 devient 269-814 en 2003

Il est vraisemblable que la 269-814 n'a jamais porté ce numéro que sur le papier, son existence se justifiant seulement par la nécessité de pouvoir disposer d'une seconde machine afin de réaliser un tandem 269.85.

## Service
Après renumérotation, les 269-801, 802, 804 et 805 sont affectées à Barcelone-Can Tunis, toutes les autres à Saragosse. Début 2001, les 803, 806 et 807 passent à Barcelone, tandis que la 804 passe à Saragosse, ainsi que les nouvelles 269-811 et 812. Elles assurent essentiellement la remorque de trains de marchandises sur la partie nord du réseau.
Toute la série disparait en 2003, les machines étant utilisées pour créer de nouveaux "tandem" réimmatriculés dans la série 269.85.